# Décès en 2007
Décès
- 2003
- 2004
- 2005
- 2006
- 2007
- 2008
- 2009
- 2010
- 2011

Cet article présente une liste de personnalités mortes au cours de l'année 2007 dont la date de décès précise est inconnue.
La liste des personnes référencées dans Wikipédia est disponible dans la page de la Catégorie:Décès en 2007

Les mois de l'année font l'objet de listes spécifiques :

## Date inconnue
- Franciszka Szymakowska, géologue polonaise[1].